# 旧清真寺 (埃迪尔内)
旧清真寺（土耳其語：Eski Camii）是土耳其埃迪尔内一座建于15世纪初的奥斯曼帝国清真寺。 

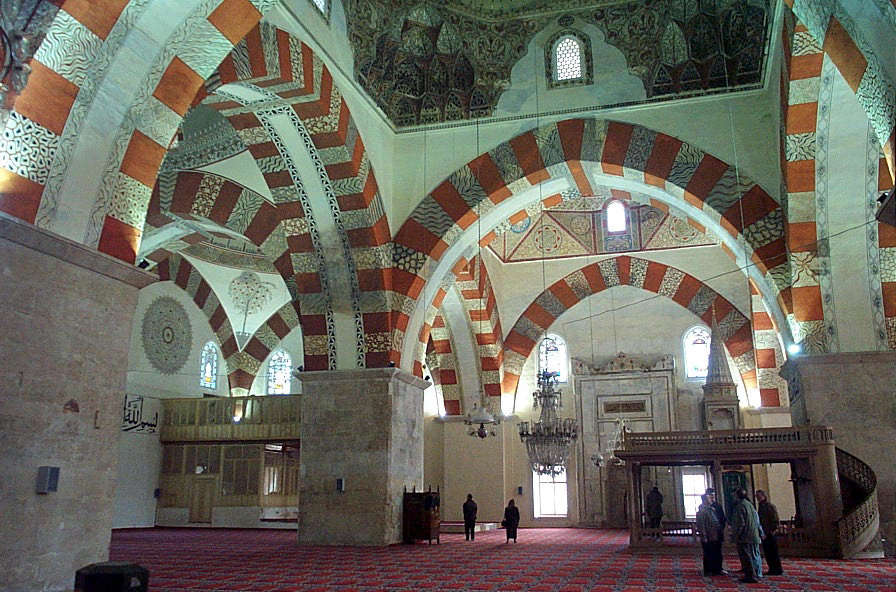

旧清真寺位于埃迪尔内的历史中心，邻近集市和该市其他古老清真寺：塞利米耶清真寺和育屈謝雷菲里清真寺。它是由蘇萊曼下令修建，穆罕默德一世在位期间完成。该寺最初只有一座叫拜楼，较高的一座是后来由穆拉德二世所建。寺内可以欣赏到伊斯兰书法作品。